# Gyönös Károly

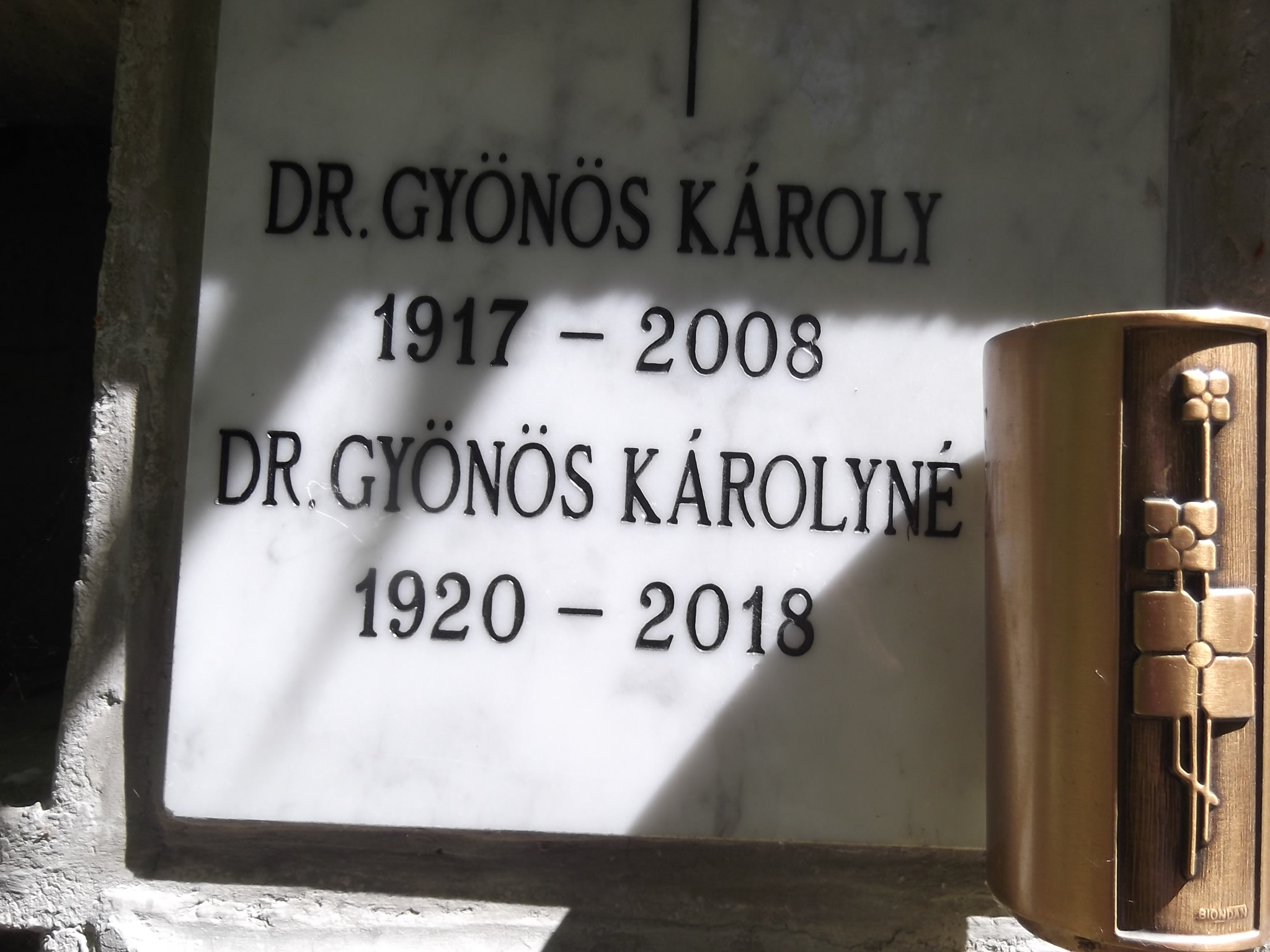
Gyönös Károly (1917-2008) és felesége Salamon Gizella (1921-2018) Urnasírja. N 316. a Farkasréti Temetőben

Gyönös Károly (Budapest, 1917. május 16. – 2008. november 19.) vegyészmérnök, egyetemi tanár.

## Élete
Budapesten született az első világháború alatt, amikor édesapja katona volt. 1918-ban a család visszatért Gyergyószentmiklósra, ahol a családi házuk volt. Az elemi és középiskolai tanulmányait Gyergyószentmiklóson végezte, majd 1937-ben Brassóban érettségizett. 1937-ben kezdte meg tanulmányait a Bukaresti Műszaki Egyetem Gépészmérnöki karán. 1940-ben Erdély egy részének visszacsatolása után a Budapesti Műegyetem Vegyészmérnöki Karán folytatta, oklevelét 1944-ben szerezte meg. Tanulmányai befejezését követően fél évig a Shell Kőolajfinomítóban helyezkedett el, majd kiképzés nélkül a frontra küldték, szovjet fogságba került, de megszökött és visszatért Budapestre. A háború után érdeklődése hamarosan az élelmiszerek felé irányult.

### Munkahelyei, beosztásai
- 1944–1944: segédmunkatárs, Shell Kőolajfinomító
- 1945–1952: önálló kutató, Országos Magyar Mezőgazdasági Ipari Kísérleti Intézet
- 1952–1953: főelőadó, Élelmiszeripari Minisztérium Személyzeti Főosztály
- 1953–1956: aspiráns, MTA Tudományos Minősítő Bizottság
- 1956–1959: munkatárs, Konzerv- Hús és Hűtőipari Kutató Intézet
- 1959–1962: osztályvezető, Konzerv- Hús és Hűtőipari Kutató Intézet
- 1962–1964: főmérnök, Élelmiszeripari Minisztérium
- 1964–1965: igazgató főmérnök, Konzervipari Tröszt
- 1965–1967: tanszékvezető tanár, Budapesti Felsőfokú Élelmiszeripari Technikum
- 1967–1970: tanszékvezető tanár, Élelmiszeripari Főiskola
- 1970–1978: egyetemi tanár, Kertészeti és Élelmiszeripari Egyetem
- 1975–1977: kiküldetés: Maroccó, ODI Organization pour le Development Industriel
- 1979: nyugdíjazás

## Kutatási területei
Legfontosabb eredményeit a hőkezeléses technológiák terén érte le. A 100 °C-nál nagyobb hőmérsékleten történő üveges konzervek csírátlanítását a világon először a hazai konzerviparban alkalmazták. Az OMFB tagjaként több fejlesztési programot dolgozott ki, 15 konzervgyár rekonstrukciós bővítését irányította. Részt vett 1970-től a Kertészeti Egyetemen belül a Tartósítóipari szak programjának kidolgozásában. Marokkóban és Algériában bekapcsolódott a konzervipari mérnökök képzési programjának kidolgozásába. 1957-ben szerezte meg a kémiai tudományok kandidátusi fokozatát. 1979-ben nyugdíjba vonult.

### Kitüntetései
- Kertészeti és Élelmiszeripari Egyetem Pro Facultate emlékérmét kapta az Élelmiszeripari Kar megalakulásának 25 éves évfordulója alkalmából, a kar érdekében kifejtett eredményes munkájáért (1997)
- Entz Ferenc-emlékérem (kertész) (1995)
- A Műegyetem egyetemi tanácsa gyémántdiploma adományozásával ismerte el értékes mérnöki tevékenységét (2004)

## Fontosabb művei
- Gyönös Károly (1917-) 19 publikációjának adatai. OSZK. Katalógus.[3]
- Hőpenetrációs és mikroorganizmus-hőtűrési vizsgálatok tartósított élelmiszerekben, Élelmezési ipar, 1951. március 1./ 3. szám
- Egyes tartósítóipari csomagoló edények felülbírálata, Élelmezési ipar, 1952 (2. évfolyam, 1. szám)
- Élelmiszerek csomagolása, Élelmiszeripari Kiadó, 1954
- Konzervipari zsebkönyv, szerk. Kardos Ernő, Gyönös Károly, Szenes Endréné,  Műszaki Könyvkiadó, Budapest, 1963
- Élelmiszeripari technológia, Felsőfokú élelmiszeripari technikum 1., Mezőgazdasági Kiadó, Budapest, 1970
- Konzervipari technológia I-II.,  Kertészeti Egyetem, Budapest, 1972
- Kárpáti Mihály, Kardos Ernő, Gyönös Károly: Tartósítóipari anyag- és gyártásismeret 3.,  Tartósító- és húsipipari technikum 4. osztály, 2. kiadás, Mezőgazdasági Kiadó, Budapest, 1970 (3. kiadás, 1973)
- Gyönös Károly, Pátkai Györgyi: A zöldborsó sterilezése vibro-fliud ágyban, A Kertészeti Egyetem közleményei 44., 1980[4]